# Skwer Ferdynanda Focha w Poznaniu
Skwer Ferdynanda Focha w Poznaniu (poprzednio plac Stanisława Wyspiańskiego) – skwer zlokalizowany u zbiegu ulic Jana Matejki i Stanisława Wyspiańskiego w Poznaniu, na terenie Łazarza (Osiedle Św. Łazarz), w sąsiedztwie Parku Wilsona.
Skwer ma formę trójkąta równoramiennego o podstawie około 140 metrów i wysokości 70 metrów. Pierzeje wzdłuż dwóch ramion ul. Wyspiańskiego tworzą kamienice z początku XX wieku (w części fragment tzw. Johow-Gelände), a pierzeję wzdłuż ul. Matejki wypełnia willa Paula Ueckera wraz z ogrodem (siedziba Radia Poznań). Jako całość jest to kompozycja urbanistycznie zwarta i domknięta. 
Przy skwerze znajduje się przystanek autobusowy linii 164, jak również delegatura Urzędu Miejskiego.
Uchwałą podjętą na sesji Rady Miasta Poznania w dniu 7 listopada 2017 nastąpiła zmiana nazwy placu Stanisława Wyspiańskiego na skwer imienia Ferdynanda Focha.
Oficjalna uroczystość otwarcia skweru odbyła się 20 kwietnia 2018. Uczestniczyli w niej m.in. ambasador Francji w Polsce Pierre Lévy i zastępca prezydenta Miasta Poznania Jędrzej Solarski.